# Land of the Lost (filme)
Land of the Lost (bra: O Elo Perdido; prt: Terra dos Perdidos) é um filme estadunidense, do ano de 2009, dos gêneros ficção científica, aventura e comédia, dirigido por Brad Silberling. É inspirado na série de televisão dos anos 70.

## Sinopse
O cômico e excêntrico Dr. Rick Marshall tem suas teorias sobre universos paralelos ridicularizadas por todos. Apenas uma estudante, Holly, lhe dá crédito e acaba convencendo o doutor a realizar uma experiência, tendo ela como assistente. Em um decrépito parque temático perdido no meio do deserto, de propriedade do vendedor de quinquilharias malandro Will, eles começam a aventura. Com o funcionamento da máquina, são jogados em um estranho mundo paralelo habitado por dinossauros, uma espécie de homens primitivos e uma raça de lagartos humanóides chamados de Sleestak. Entre muitas confusões e gafes cometidas pelo doutor eles acabam envolvidos em uma trama de um dos homens-lagartos que quer conquistar o universo.

## Elenco
| Nome               | Personagem         |
| ------------------ | ------------------ |
| Will Ferrell       | Dr. Rick Marshall  |
| Anna Friel         | Holly Cantrell     |
| Danny McBride      | Will Stanton       |
| Jorma Taccone      | Chaka              |
| John Boylan        | Enik               |
| Matt Lauer         | Matt Lauer         |
| Ben Best           | Ernie              |
| Mousa Kraish       | Barry              |
| Bobb'e J. Thompson | Tar Pits Kid       |
| Sierra McCormick   | Tar Pits Kid       |
| Shannon Lemke      | Tar Pits Kid       |
| Stevie Wash Jr.    | Tar Pits Kid       |
| Brian Huskey       | Professor          |
| Kevin Buitrago     | Adolescente        |
| Noah Crawford      | Adolescente        |
| Jon Kent Ethridge  | Adolescente        |
| Logan Manus        | Adolescente        |
| Scott Dorel        | Ancião Pakuni      |
| Sean Michael Guess | Ancião Pakuni      |
| Dennis McNicholas  | Sorveteiro         |
| Chris Henchy       | Gerente de estágio |
| Paul Adelstein     | Voz astronauta     |
| Leonard Nimoy      | Voz de Zarn        |
| Michael Papajohn   | Astronauta         |
|                    |                    |
| Raymond Ochoa      | Garoto no museu    |

## Recepção
O Metacritic, que usa uma média ponderada, atribuiu ao filme uma pontuação de 32 em 100, baseado em 32 críticos, indicando críticas "geralmente desfavoráveis".

## Premiações
- Indicado[4]

Framboesa de Ouro
Categoria Pior Ator Will Ferrell
Categoria Pior Diretor Brad Silberling
Categoria Pior Filme
Categoria Pior Casal na Tela Will Ferrell e qualquer outro ser do sexo feminino
Categoria Pior Script Chris Henchy e Dennis McNicholas
Categoria Pior Ator Coadjuvante Jorma Taccone
Teen Choice Awards
Categoria Melhor Ator de Comédia Will Ferrell
Categoria Melhor Filme de Comédia
World Soundtrack Awards
Categoria Composição do ano para filme Michael Giacchino
- Ganhou[4]

Framboesa de Ouro
Categoria Pior Remake